# 서울지방고용노동청
서울지방고용노동청(서울地方雇用勞動廳)은 대한민국 고용노동부의 소속기관이다. 2010년 7월 5일 발족하였으며, 서울특별시 중구 삼일대로 363 장교빌딩에 위치하고 있다. 청장은 고위공무원단 나등급에 속하는 일반직공무원으로 보한다.

## 직무
- 보안·관인관리, 문서의 수발, 예산·회계 및 결산, 공무원의 임용·급여, 그 밖의 인사사무
- 고용보험료의 체납처분 및 결손처분의 승인과 고용보험 관련 과태료의 부과에 관한 사항
- 직업능력개발훈련 및 직업능력개발사업에 관한 사항
- 「근로기준법」의 적용 및 위반에 대한 조치 등 근로감독에 관한 사항
- 사업장의 재해예방에 관한 지도 및 산업안전보건에 관한 법령의 위반에 대한 조치 등 산업안전보건에 관한 사항
- 「남녀고용평등과 일·가정 양립 지원에 관한 법률」의 적용과 남녀고용차별의 개선 등 여성근로자에 관한 사항
- 구인·구직 및 취업알선 등 직업안정에 관한 사항
- 국내취업 외국인근로자의 고용허가 및 관리에 관한 사항
- 실업급여 지급, 고용안정사업 및 고용보험 피보험자격 관리에 관한 사항
- 노사분규의 예방과 수습, 노사협력의 증진과 그 밖에 노사관계의 합리적 개선에 관한 사항
- 소속 지청에 대한 업무의 지휘·감독

## 연혁
- 1964년 1월 1일: 노동청 서울산업재해보상보험사무소 설치.
- 1968년 6월 25일: 노동청 소속으로 서울제1직업안정소·서울제2직업안정소 및 영등포산업재해보상보험사무소 설치.
- 1970년 4월 7일: 서울제1직업안정소·서울제2직업안정소를 서울직업안정소·영등포직업안정소로 개편.
- 1972년 2월 16일: 노동청 소속으로 성동산업재해보상보험사무소 설치.
- 1972년 12월 19일: 서울·영등포·성동산업재해보상보험사무소를 서울중부·서울동부·서울남부산업재해보상보험지방사무소로 개편.
- 1974년 10월 2일: 산업재해보상보험지방사무소와 직업안정소를 통합하여 서울중부·서울동부·서울북부·서울남부·서울관악지방사무소로 개편.
- 1978년 6월 9일: 서울서부지방사무소 설치.
- 1981년 4월 8일: 노동부 소속으로 변경.
- 1987년 5월 15일: 서울중부지방사무소를 서울지방사무소로 승격하고, 서울동부·서울서부·서울남부·서울북부·서울관악지방사무소를 소속기관으로 편입.
- 1987년 12월 9일: 서울지방사무소를 서울지방노동청으로 개편. 소속 지방사무소를 지방노동사무소로 개편.
- 1995년 5월 1일: 서울중부지방노동사무소 설치.
- 2000년 4월 17일: 서울중부지방노동사무소를 폐지하고 서울강남지방노동사무소를 설치.
- 2006년 3월 2일: 지방노동사무소를 고용노동지청으로 개편.
- 2007년 7월 16일: 현 청사로 종합센터의 통합 이전.
- 2010년 7월 5일: 고용노동부 소속 서울지방고용노동청으로 개편. 강원도 소재 지청 또는 출장소를 중부지방고용노동청으로 이관.

## 관할구역
- 서울특별시 중구·종로구·서초구·동대문구

## 조직

### 청장
- 지역협력과[1]
- 고용관리과[1]
- 부정수급조사과[1]
- 노사상생지원과[1]
- 근로문화개선지원과[1]
- 근로개선지도제1과[1]
- 근로개선지도제2과[1]
- 근로개선지도제3과[1]
- 광역근로감독과[1]
- 광역중대재해관리과[1]
- 산재예방지도과[1]
- 건설산재지도과[1]

서울고용센터
- 취업지원총괄과[3]
- 실업급여과[3]
- 국민취업지원과[3]
- 기업지원과[3]
- 직업능력개발과[3]

서초고용센터

### 소속기관
지청장은 서기관 또는 기술서기관으로, 고용센터 소장은 서기관·기술서기관·행정사무관·통계사무관·공업사무관·보건사무관·시설사무관·전산사무관 또는 행정주사로 보한다.
| 명칭                 | 위치                              | 관할구역                                      | 고용센터                          |
| -------------------- | --------------------------------- | --------------------------------------------- | --------------------------------- |
| 서울강남고용노동지청 | 서울특별시 강남구 도곡로 408      | 서울특별시 강남구                             | 서울강남고용센터                  |
| 서울동부고용노동지청 | 서우륵별시 송파구 중대로 135      | 서울특별시 성동구·광진구·송파구·강동구        | 서울동부고용센터                  |
| 서울서부고용노동지청 | 서울특별시 마포구 독막로 320      | 서울특별시 용산구·마포구·서대문구·은평구      | 서울서부고용센터                  |
| 서울남부고용노동지청 | 서울특별시 영등포구 선유로 120    | 서울특별시 영등포구·강서구·양천구             | 서울남부고용센터·서울강서고용센터 |
| 서울북부고용노동지청 | 서울특별시 강북구 한천로 949      | 서울특별시 성북구·도봉구·강북구·중랑구·노원구 | 서울북부고용센터                  |
| 서울관악고용노동지청 | 서울특별시 구로구 디지털로32길 42 | 서욽특별시 관악구·구로구·금천구·동작구        | 서울관악고용센터                  |